# IC 3005
IC 3005 ist eine Balken-Spiralgalaxie vom Hubble-Typ SBc mit ausgedehnten Sternentstehungsgebieten im Sternbild Hydra südlich der Ekliptik. Sie ist schätzungsweise 69 Millionen Lichtjahre von der Milchstraße entfernt und hat einen Durchmesser von etwa 50.000 Lichtjahren. Gemeinsam mit vier weiteren Galaxien bildet sie die NGC 4105-Gruppe (LGG 270).

Im selben Himmelsareal befinden sich u. a. die Galaxien NGC 4105, NGC 4106, IC 2996, IC 3010.
Das Objekt wurde im Juli 1899 von DeLisle Stewart entdeckt.